# Neaguitinae
Neaguitinae es una subfamilia de foraminíferos bentónicos de la familia Miliolidae, de la superfamilia Milioloidea, del suborden Miliolina y del orden Miliolida. Su rango cronoestratigráfico abarca desde el Luteciense (Eoceno medio) hasta la Oligoceno.

## Clasificación
Neaguitinae incluye al siguiente género:
- Neaguites †

Otro género considerado en Neaguitinae es:
- Texina †, aceptado como Neaguites